# 学校法人誠心学園
学校法人誠心学園（がっこうほうじんせいしんがくえん）とは東京都大田区蒲田に本拠を置く、専門学校を運営する学校法人。

## 概要
東京都大田区蒲田3-21-4に所在し、同所と神奈川県に1校ずつ専門学校を所有している。
1970年の設立以来、教育理念は一貫して『新しい時代に即応し、食の世界をトータルに考えられる人材』の育成としている。

## 設置学校

### 東京
- 東京誠心調理師専門学校

### 神奈川
- 国際フード製菓専門学校

## 取得可能な資格
- 調理師免許
- 食育インストラクター
- フードコーディネーター3級
- 専門士
- 食品技術管理専門士
- 食品衛生責任者
- 介護職員初任者研修
- 介護食士3級
- 製菓衛生師